# هادی اشترک
هادی اُشترک (زادهٔ ‎۸ تیر ۱۳۷۱) کاپیتان سابق و عضو تیم ملی کبدی مردان ایران است. وی هم‌اکنون در پرو لیگ کبدی کشور هند و در تیم «یو مومبا» (U Mumba) بازی می‌کند.

## لیگ ستارگان کبدی
هادی اشترک در سال ۲۰۱۵، همراه با همشهری دیگر خود، معراج شیخ، وارد لیگ حرفه‌ای کبدی (Pro Kabaddi League) کشور هند شد. اشترک در حالی به تیم Telugu Titans پیوست که به عنوان گران‌قیمت‌ترین بازیکن شاغل در لیگ در آن سال معرفی شد. پس از آن، در سال ۲۰۱۶ عضو تیم Patna Pirates شد و با این تیم در فصل چهارم لیگ به قهرمانی رسید. به دنبال درخشش و قهرمانی در لیگ، مورد توجه تیم‌های دیگر قرار گرفت و در سال ۲۰۱۷ به تیم U Mumba پیوست.

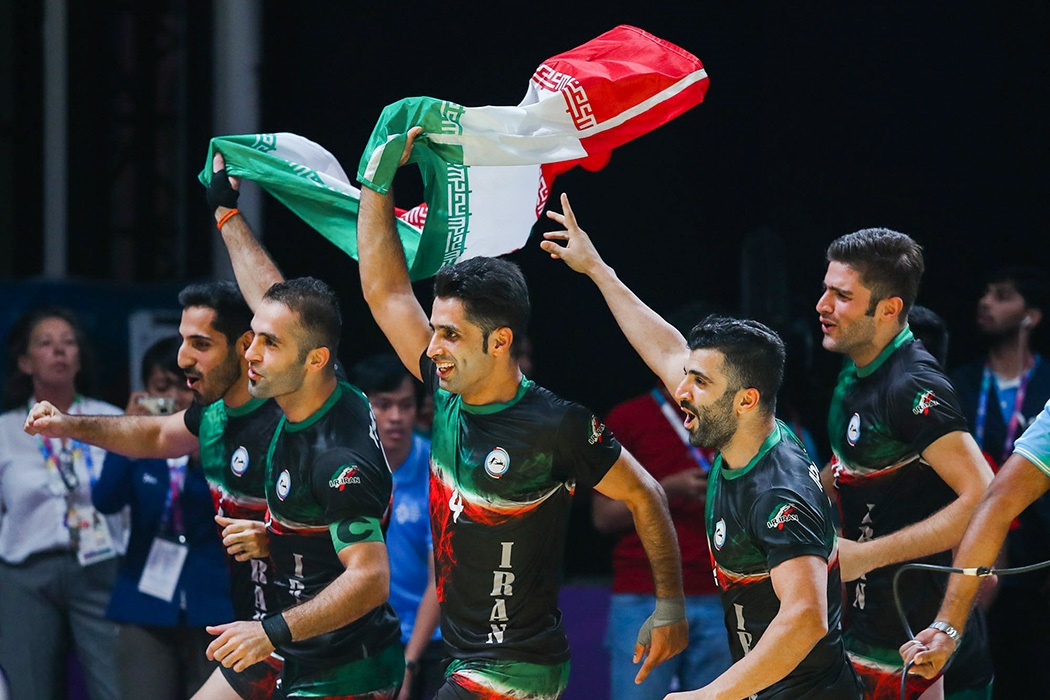
هادی اشترک در کنار سایر بازیکنان تیم ملی کبدی در مسابقات قهرمانی اندونزی ۲۰۱۸

## افتخارهای ورزشی

### مسابقات آسیایی[۹]
- مدال نقره بازی‌های آسیایی اینچئون کره جنوبی ۲۰۱۴هادی اشترک (نشسته، نفر سوم از راست) و معراج شیخ (ایستاده، نفر پنجم) در بازی‌های آسیایی اینچئون ۲۰۱۴

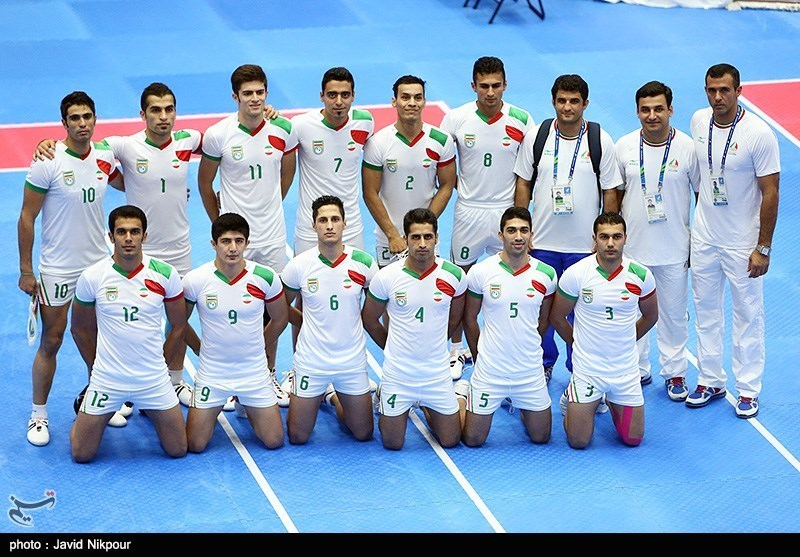
هادی اشترک (نشسته، نفر سوم از راست) و معراج شیخ (ایستاده، نفر پنجم) در بازی‌های آسیایی اینچئون ۲۰۱۴

- مدال طلای بازی‌های آسیایی جاکارتا اندونزی ۲۰۱۸